# Кола (танец)
Кола (кружки, круговая, круцёлка, крутак, круганы, кружок, кулечка) — народный белорусский парный танец. Музыкальный размер 2/4, темп танца — быстрый и весёлый. 
Как вытекает из названия, композиция танца основана на построении в форме круга, при этом рисунок танца сложный и разнообразный. Количество кругов, образуемых танцующими, меняется от одного большого общего хоровода до нескольких небольших кругов с использованием линий и полукругов. Участники танца могут кружить, менять направление движения в танце или даже танцевать в парах. 
В Белоруссии он часто исполняется на праздновании Ивана Купалы. Энтограф Р.А.Подберезский писал следующее о белорусской круговой:

Танцор резво обнимает фигуру молодой танцовщицы, поворачивает и перекидывает её в такт дуды и скрипки, пристукивая каждый такт каблуками и подпевая двустишие. Танцующих целый ряд. Первый в ряду придумывает фигуры, которые точно повторяются всеми; кружатся в одну сторону до тех пор, пока почти не опьянеют, тогда кружатся в другой.

## В культуре
- О «кружках» как о главном танце на белорусских праздничных вечерах писал М. А. Дмитриев[5].
- Первую сценическую постановку белорусского коло поставил К. А. Алексютович[бел.] в 1921 году в спектакле «На Купале» по пьесе Михася Чарота[3].
- Мелодия танца используется в финале балета «Подставная невеста» на музыку Г. М. Вагнера в постановке К. А. Мулера[3].